# Psychoda cinerea
Psychoda cinerea es una especie de mosca de la  familia Psychodidae, comúnmente conocida como moscas del baño, mosquitas del baño o moscas del drenaje. Fue descrita por primera vez por Nathan Banks en 1894. Psychoda cinerea pertenece al numeroso género Psychoda.

## Distribución
Es de distribución cosmopolita: las islas británicas, España, Bélgica, los Países Bajos, Francia, Alemania, Dinamarca, Noruega, Suiza, Italia, Austria, República Checa, Eslovaquia, Polonia, Hungría, Rumania, Bulgaria, Grecia, el territorio de la antigua República federal Socialista de Yugoslavia, América, las islas Azores, las islas Bermudas, Sudáfrica, Israel y Australia (Australia Meridional).
Es de color amarillento pálido con antenas de 16 nudillos (los 3 últimos del mismo tamaño). Las larvas suelen encontrarse en lugares sucios, incluyendo las aguas residuales de filtros y drenajes domésticos. Hay casos documentados de miasis gastrointestinal en humanos producidos por esta especie en Pakistán.